# Himantolophus brevirostris
Himantolophus brevirostris — вид вудильникоподібних риб родини Himantolophidae. Це морський, батипелагічний вид. Зустрічається на північному заході Атлантичного океану на глибині до 3000 м. Тіло сягає завдовжки 4 см.